# 박찬희 (권투 선수)
박찬희(朴賛希, 1957년 3월 23일~)는 대한민국의 권투 선수이다. 전 세계복싱평의회(WBC) 플라이급 챔피언.

## 생애
대구에서 사업을 하던 박창서의 아들로 태어나 부산과 서울에서 자랐다. 1976년 하계 올림픽 복싱 라이트플라이급에 출전하여 준결승에 진출했다. 
1977년 7월 8일 프로 선수로 활동하기 시작했다. 1979년 3월 18일 링위에 대학교수라 칭송받던 미구엘 칸토 (멕시코) 15라운드 까지 이끌어서 판정승으로 WBC 챔피언에 등극했고 5차 방어를 성공했다. 1982년 12월 12일 경기를 마지막으로 은퇴했다. 통산 전적 23전 17승(6KO) 4패 2무이다.

## 같이 보기
- 한국의 권투 선수 목록